# Brooklyn Nine-Nine (2.ª temporada)
A segunda temporada do sitcom americano Brooklyn Nine-Nine estreou em 28 de setembro de 2014 na Fox e foi finalizada em 17 de maio de 2015, contando com 23 episódios.

## Sinopse
Jake retorna à delegacia depois de se disfarçar para ajudar a derrubar a máfia, mas fica desencorajado quando um mafioso consegue escapar. Ele então começa um relacionamento com a advogada de defesa Sophia Perez, que termina com ele com base em suas profissões. Holt continua uma batalha de raciocínio com a vice-comissária Madelyn Wuntch que culmina com Wuntch fazendo de Holt o chefe da Divisão de Relações Públicas da NYPD, deixando a 99. O caso de Charles e Gina é exposto, após o qual o pai de Charles e a mãe de Gina se casam. Rosa começa um relacionamento com o sobrinho de Holt, Marcus. Um relacionamento floresce entre Jake e Amy durante uma missão secreta.

## Elenco e personagens
| - Andy Samberg como Detetive Jake Peralta - Stephanie Beatriz como Detetive Rosa Diaz - Terry Crews como Sargento Terry Jeffords - Melissa Fumero como Detetive Amy Santiago - Joe Lo Truglio como Detetive Charles Boyle - Chelsea Peretti como Gina Linetti - Andre Braugher como Capitão Raymond Holt - Dirk Blocker como Detetive Michael Hitchcock - Joel McKinnon Miller como Detetive de 3° grau Norm Scully | - Kyra Sedgwick como Vice Chefe Madelyn Wuntch - Nick Cannon como Marcus - Eva Longoria como Sophia Perez - Stephen Root como Lynn Boyle - Sandra Bernhard como Darlene Linetti - Jenny Slate como Bianca - Dan Bakkedahl como Tenente Andrew Miller - Ed Helms como Agente Federal do Serviço Postal Jack Danger - Craig Robinson como Doug Judy - Nick Kroll como Agente Federal de Segurança Interna Kendrick - Garret Dillahunt como Detetive de 1º grau Dave Majors - Bradley Whitford como Capitão Roger Peralta - Chris Parnell como Geoffrey Hoytsman - Makayla Lysiak como Tricia |

## Episódios
| N.º na série | N.º na temp. | Título                       | Dirigido por         | Escrito por                             | Exibição original       | Cód. de produção | Audiência (milhões) |
| --- | ------------ | ---------------------------- | -------------------- | --------------------------------------- | ----------------------- | ---------------- | ------------------- |
| 23 | 1            | "Undercover"                 | Dean Holland         | Luke Del Tredici                        | 28 de setembro de 2014  | 201              | 5.46                |
| Jake faz um retorno triunfante de sua missão secreta com o FBI, mas quando descobre que um de seus alvos havia escapado, ele volta disfarçado com a ajuda de Boyle para completar a missão. O capitão Holt força Amy e Rosa a fazer uma série de exercícios envolvendo Terry representando vários cenários, sem explicar o porquê. Gina está preocupada. Boyle contará a Jake sobre seu encontro juntos, mas ele consegue não ter medo de Gina. |              |                              |                      |                                         |                         |                  |                     |
| 24 | 2            | "Chocolate Milk"             | Fred Goss            | Gabe Liedman                            | 5 de outubro de 2014    | 202              | 3.31                |
| Jake intervém para ajudar Terry quando ele tem uma consulta médica importante para fazer uma vasectomia, mas rapidamente fica frustrado quando Terry nega seus verdadeiros sentimentos e insiste que Jake é apenas "um amigo de trabalho, não um amigo". Os temores do capitão Holt sobre a reorganização da polícia de Nova York são percebidos quando sua antiga adversária Madeleine Wuntch, agora a vice-comissária, aparece para conduzir uma revisão crítica da competência da 99.ª. Boyle luta para ter um par na festa de casamento de sua ex-esposa e seu namorado (que também são seus senhorios) até Diaz intervir para ajudá-lo. |              |                              |                      |                                         |                         |                  |                     |
| 25 | 3            | "The Jimmy Jab Games"        | Rebecca Asher        | Lakshmi Sundaram                        | 12 de outubro de 2014   | 203              | 4.51                |
| Peralta quer o número da atraente amiga de Rosa, enquanto Gina ordena a Boyle que prenda uma fita em Hitchcock. A rixa de Holt e Wuntch avança quando eles lutam pelo financiamento para investigar uma nova droga que aparece na delegacia chamada 'Giggle Pig'. |              |                              |                      |                                         |                         |                  |                     |
| 26 | 4            | "Halloween II"               | Eric Appel           | Prentice Penny                          | 19 de outubro de 2014   | 204              | 5.22                |
| Peralta, Ansioso para participar de outra aposta de Halloween após sua vitória no ano anterior, e Holt aumentam as apostas, se Jake perder ele terá que trabalhar cinco fins de semana sem horas extras. Enquanto isso, Amy e Rosa ficam chateadas quando Terry não castiga Gina por deixar de cumprir seus deveres na delegacia para frequentar aulas de dança. É revelado que Gina estava voltando secretamente para a faculdade, o que a fez perder os ensaios de dança. |              |                              |                      |                                         |                         |                  |                     |
| 27 | 5            | "The Mole"                   | Victor Nelli, Jr.    | Laura McCreary                          | 2 de novembro de 2014   | 205              | 3.41                |
| Quando um investigador de assuntos internos chega com notícias sobre uma possível toupeira na delegacia, Jake e Holt correm para descobrir a toupeira antes de Wuntch. Enquanto isso, Rosa e Terry se infiltram em uma discoteca silenciosa para encontrar fornecedores de "Giggle Pig" e obter uma vitória para a força-tarefa, e Jake e Amy tropeçam no pequeno segredo sujo de Boyle e Gina. |              |                              |                      |                                         |                         |                  |                     |
| 28 | 6            | "Jake and Sophia"            | Michael McDonald     | Tricia McAlpin & David Phillips         | 9 de novembro de 2014   | 206              | 3.99                |
| Jake se dá bem com uma mulher chamada Sophia, que mais tarde se revela a advogada que defende um criminoso preso por Jake. Rosa pede que Amy concorra a representante da união para substituir a incompetente Scully, e Boyle e Gina brigam por uma reserva de quarto não reembolsável que eles fizeram antes de terminar o caso. |              |                              |                      |                                         |                         |                  |                     |
| 29 | 7            | "Lockdown"                   | Linda Mendoza        | Luke Del Tredici                        | 16 de novembro de 2014  | 208              | 4.53                |
| Jake recebe o comando da delegacia quando Holt e Terry são chamados para uma reunião. Quando um pó misterioso coloca a delegacia em prisão, Jake luta para manter a moral, enquanto Amy insiste que ele é franco sobre a situação. Enquanto Holt e Terry monitoram a situação na casa de Terry, Terry tenta apaziguar seu cunhado, alegando que Holt é arrogante. |              |                              |                      |                                         |                         |                  |                     |
| 30 | 8            | "USPIS"                      | Ken Whittingham      | Brian Reich                             | 23 de novembro de 2014  | 207              | 3.04                |
| Quando Rosa dá a Jake uma nova liderança em "Giggle Pig", ele e Charles são forçados a lutar com um agente do Serviço de Inspeção Postal dos EUA, auto-justificado e incompetente. Holt, Terry e Gina tentam ajudar Amy com seu vício em cigarro. |              |                              |                      |                                         |                         |                  |                     |
| 31 | 9            | "The Road Trip"              | Beth McCarthy-Miller | Brigitte Munoz-Liebowitz                | 30 de novembro de 2014  | 209              | 3.11                |
| Quando Jake e Amy têm que ficar em um B&B no norte de Nova York em uma viagem de trabalho, Jake convida Sophia para compartilhar a noite com ele, chamando Teddy para se juntar a Amy também, mas sua surpresa sai pela culatra quando ele descobre que Amy está planejando terminar com Teddy, o que causa problemas não apenas para Amy e Teddy, mas também para Jake e Sophia. Enquanto isso, Boyle luta para ensinar Holt a cozinhar adequadamente para seu café da manhã de aniversário com Kevin, e Terry e Gina lutam para convencer Rosa, muito doente, de que ela deve ir para casa.                                                |              |                              |                      |                                         |                         |                  |                     |
| 32 | 10           | "The Pontiac Bandit Returns" | Max Winkler          | Matt O'Brien                            | 7 de dezembro de 2014   | 210              | 4.32                |
| Jake e Rosa conseguem capturar o Pontiac Bandit, Doug Judy, que negocia um acordo em troca de informações sobre o líder da gangue de "Giggle Pig", Tito Ruiz. Enquanto isso, Charles e Gina descobrem um presente de Natal do pai de Charles para a mãe de Gina e decidem sabotar o relacionamento de seus pais. Ao fazer uma colagem para o capitão Holt, Amy descobre um erro em um dos casos anteriores do capitão. |              |                              |                      |                                         |                         |                  |                     |
| 33 | 11           | "Stakeout"                   | Tristram Shapeero    | Laura McCreary & Tricia McAlpin         | 14 de dezembro de 2014  | 211              | 3.52                |
| Uma liderança nas atividades da máfia ucraniana leva Jake e Boyle a montar uma tocaia que termina em oito dias - e também causa conflitos crescentes entre os dois "colegas de quarto". Em outros lugares, Amy e Gina reagem fortemente quando descobrem que são a base para os personagens de um livro que Terry escreveu para suas filhas, enquanto Rosa e Holt deixam de falar sobre a força-tarefa da "Giggle Pig" para ficarem desconfortáveis com o novo relacionamento de Rosa com o sobrinho de Holt, Marcus. |              |                              |                      |                                         |                         |                  |                     |
| 34 | 12           | "Beach House"                | Tim Kirkby           | Lakshmi Sundaram & David Phillips       | 4 de janeiro de 2015    | 212              | 6.12                |
| Charles leva os detetives para a casa de praia de sua ex-esposa para outro fim de semana divertido, mas Jake convida o capitão Holt, pois descobre que, por causa de sua sexualidade, Holt nunca foi convidado para nenhuma festa enquanto estava na NYPD. No entanto, devido às maneiras antiquadas de Holt, o fim de semana logo se torna monótono. Enquanto isso, Gina quer saber qual personalidade Amy se torna após um sexto drinque. |              |                              |                      |                                         |                         |                  |                     |
| 35 | 13           | "Payback"                    | Victor Nelli, Jr.    | Norm Hiscock & Brigitte Munoz-Liebowitz | 11 de janeiro de 2015   | 213              | 3.29                |
| Quando Terry pede a Jake que devolva uma quantia em dinheiro que ele lhe deve, Jake descobre que Terry e sua esposa estão esperando outro filho. Jake se esforça para resolver todas as suas dívidas com seus colegas de trabalho, em um esforço para preservar o segredo de Terry. Ele acaba vendendo seu amado carro para pagar Terry, que lhe rende o título de padrinho, apesar de revelar o segredo para todos. Enquanto isso, Amy está em êxtase por trabalhar em um caso com o capitão Holt até que ele o resolva quase imediatamente.                                                                                                |              |                              |                      |                                         |                         |                  |                     |
| 36 | 14           | "The Defense Rests"          | Jamie Babbit         | Prentice Penny & Matt O'Brien           | 25 de janeiro de 2015   | 214              | 2.79                |
| Quando o trabalho de Sophia atrapalha seu relacionamento com Jake, Jake tenta acalmar as coisas com seu chefe, mas acaba tendo que prendê-lo depois de encontrá-lo consumindo cocaína. Enquanto isso, Wuntch precisa da ajuda de Holt para uma recomendação de emprego, e Charles tenta obter as bênçãos de Gina para o casamento de seus pais. |              |                              |                      |                                         |                         |                  |                     |
| 37 | 15           | "Windbreaker City"           | Craig Zisk           | Gabe Liedman                            | 8 de fevereiro de 2015  | 215              | 2.59                |
| A 99.ª é a única agência não federal convidada para o Exercício Anticorrupção Interinstitucional Anual. O esquadrão vira a mesa no Homeland Security, com Jake tentando superar Sophia, e Rosa e Amy competindo por um fim de semana de folga. Enquanto isso, Holt fica chateado quando ele e Gina obtêm a mesma pontuação em uma avaliação psiquiátrica, pois ele acredita que é melhor que ela. |              |                              |                      |                                         |                         |                  |                     |
| 38 | 16           | "The Wednesday Incident"     | Claire Scanlon       | Laura McCreary                          | 15 de fevereiro de 2015 | 216              | 2.08                |
| O capitão Holt está de mau humor, e Jake se une a Kevin e Gina na tentativa de provar que não é culpa dele e acaba descobrindo que ele foi esfaqueado. Enquanto isso, Charles tenta fazer com que um suspeito confesse, que finge ser senil e adorável sempre que Amy e Rosa estão por perto. |              |                              |                      |                                         |                         |                  |                     |
| 39 | 17           | "Boyle-Linetti Wedding"      | Dean Holland         | Matt O'Brien                            | 1 de março de 2015      | 217              | 3.61                |
| No dia do casamento do pai de Charles e da mãe de Gina, o esquadrão é forçado a lidar com vários contratempos, como Jake e Amy saindo para perseguir um criminoso e Jake perdendo os anéis na briga, e o pai de Charles ficando nervoso. |              |                              |                      |                                         |                         |                  |                     |
| 40 | 18           | "Captain Peralta"            | Eric Appel           | Dan Goor                                | 8 de março de 2015      | 218              | 3.11                |
| O pai de Jake, um piloto de linha aérea, vem visitar o filho e é revelado que ele está enfrentando uma acusação de contrabando de drogas no Canadá. Jake, Boyle e Scully, fluente em francês, viajam para Quebec para investigar a situação. O capitão Holt dá ao resto dos detetives um quebra-cabeças que nem ele pode resolver. |              |                              |                      |                                         |                         |                  |                     |
| 41 | 19           | "Sabotage"                   | Jay Karas            | Brian Reich                             | 15 de março de 2015     | 219              | 2.96                |
| Jake se torna vítima de uma série de eventos infelizes, incluindo um teste de drogas fracassado que resulta em sua suspensão, e suspeita que alguém o atinja deliberadamente, que acaba por ser o ex-chefe de Sophia que quer se vingar de Jake por arruinar sua vida. Rosa e Amy são designadas para investigar. Holt e Terry devem encontrar uma maneira de tranquilizar Gina. Enquanto isso, com Jake suspenso, Boyle recebe ajuda de Scully e Hitchcock, que podem ser mais competentes do que levaram outros a acreditar. |              |                              |                      |                                         |                         |                  |                     |
| 42 | 20           | "AC/DC"                      | Linda Mendoza        | Kylie Condon                            | 26 de abril de 2015     | 222              | 2.78                |
| Jake se machuca em um caso, mas ele ainda tenta pegar o autor contra o conselho de Terry. Ele engana Charles para ir com ele de férias, mas o leva a um hotel, onde eles tentam perseguir o criminoso. Terry os localiza e tenta levá-los para casa, mas Jake persegue o criminoso e é atropelado por um carro, ferindo-se gravemente. Rosa, Amy e Gina são convidadas para jantar na casa do capitão Holt. Mas as coisas dão errado e Amy e Gina acabam ficando bêbadas. |              |                              |                      |                                         |                         |                  |                     |
| 43 | 21           | "Det. Dave Majors"           | Michael McDonald     | Gabe Liedman & Lakshmi Sundaram         | 3 de maio de 2015       | 220              | 2.72                |
| Jake e Amy são designados para um caso que está sendo tratado por um detetive veterano de crimes graves, o Detetive Majors. Depois de trabalhar um dia no caso, ele leva Jake ao bar "Cop Only", onde ele diz que planeja convidar Amy para sair depois que o caso for encerrado. Jake tenta convidar Amy para sair antes do caso, mas ele falha. De volta à delegacia, um gerente de uma empresa de segurança privada vem conversar com Terry sobre o pedido de emprego. Charles e Gina percebem que Terry está planejando deixar a força policial e tentam convencê-lo a ficar.                                                            |              |                              |                      |                                         |                         |                  |                     |
| 44 | 22           | "The Chopper"                | Phil Traill          | Tricia McAlpin & David Phillips         | 10 de maio de 2015      | 221              | 2.56                |
| Jake e Boyle são designados para um caso de ladrão de banco de alto nível com o total apoio de Wuntch. Holt fica extremamente desconfiado dos motivos de Wuntch e se envolve no caso para impedir Jake de estragar tudo. De volta à delegacia, Gina, Amy e Rosa ajudam Terry a realizar uma viagem de campo para crianças e acabam traumatizando-as. |              |                              |                      |                                         |                         |                  |                     |
| 45 | 23           | "Johnny and Dora"            | Dean Holland         | Luke Del Tredici                        | 17 de maio de 2015      | 223              | 2.35                |
| Jake e Amy têm que se disfarçar para pegar um ladrão de identidade, uma tarefa que os deixa desconfortavelmente mais próximos, mas eles finalmente se reúnem após a partida repentina de Holt, beijando-se na sala de arquivos. Enquanto isso, o capitão Holt procura uma carta para dar-lhe vantagem sobre Wuntch e impedir sua promoção, que infelizmente não funciona e ele acaba tendo que dizer um adeus emocional ao esquadrão. |              |                              |                      |                                         |                         |                  |                     |

## Recepção

### Resposta da crítica
O site agregador de críticas Rotten Tomatoes registra uma classificação de aprovação de 100%, com uma pontuação média de 7,96/10, com base em 17 avaliações.

### Prêmios e indicações
| Prêmio                              | Data da cerimônia       | Categoria                                                                                     | Nomeados           | Resultado |
| ----------------------------------- | ----------------------- | --------------------------------------------------------------------------------------------- | ------------------ | --------- |
| SAG Awards                          | 21 de janeiro de 2015   | Melhor elenco em série de comédia                                                             | Brooklyn Nine-Nine | Indicado  |
| NAACP Image Award                   | 6 de fevereiro de 2015  | Melhor ator em série de comédia                                                               | Andre Braugher     | Indicado  |
| NAACP Image Award                   | 6 de fevereiro de 2015  | Melhor ator coadjuvante em série de comédia                                                   | Terry Crews        | Indicado  |
| Satellite Awards                    | 15 de fevereiro de 2015 | Melhor série musical ou de comédia                                                            | Brooklyn Nine-Nine | Indicado  |
| NHMC Impact Awards                  | 20 de fevereiro de 2015 | Conquistas e contribuições excepcionais para as representações positivas dos latinos na mídia | Melissa Fumero     | Venceu    |
| GLAAD Media Awards                  | 21 de março de 2015     | Melhor Série de Comédia                                                                       | Brooklyn Nine-Nine | Indicado  |
| Teen Choice Awards                  | 16 de agosto de 2015    | Ator de TV: Comédia                                                                           | Andy Samberg       | Indicado  |
| Imagen Awards                       | 21 de agosto de 2015    | Melhor atriz coadjuvante – Televisão                                                          | Melissa Fumero     | Indicado  |
| Imagen Awards                       | 21 de agosto de 2015    | Melhor Programa de Televisão Primetime – Comédia                                              | Brooklyn Nine-Nine | Indicado  |
| Primetime Creative Arts Emmy Awards | 12 de setembro de 2015  | Melhor coordenação de dublês para uma série de comédia ou programa de variedades              | Brooklyn Nine-Nine | Venceu    |
| Primetime Emmy Awards               | 20 de setembro de 2015  | Melhor Ator Coadjuvante em Série de Comédia                                                   | Andre Braugher     | Indicado  |
| People's Choice Awards              | 6 de janeiro de 2016    | Ator de TV cômico favorito                                                                    | Andy Samberg       | Indicado  |